# Vieille église de l'Ascension de Veliki Krčimir
Pour les articles homonymes, voir Église de l'Ascension.
La vieille église de l'Ascension de Veliki Krčimir (en serbe cyrillique : Стара црква Св. Вазнесења у Великом Крчимиру ; en serbe latin : Stara crkva Sv. Vaznesenja u Velikom Krčimiru) est une église orthodoxe serbe qui se trouve à Veliki Krčimir, dans la municipalité de Gadžin Han et dans le district de Nišava, en Serbie. Elle est inscrite sur la liste des monuments culturels de grande importance de la république de Serbie (identifiant no SK 305),,,.

## Présentation
L'église est située sur les pentes sud-ouest de la Suva planina, à Veliki Krčimir, juste à côté d'une haute église à coupole remontant à 1937 et elle aussi dédiée à l'Ascension. La vieille église, quant à elle, de dimensions plus modestes que sa voisine, a été construite en 1629,.
L'église est constituée d'une nef unique prolongée par une abside demi-circulaire,. Elle est dotée d'une voûte en berceau et d'arcs légèrement saillants sur les murs latéraux. Elle est construite avec de grands blocs de chaux reliés dans du mortier de chaux et est recouverte d'un toit à pignon,.
La simplicité de l'extérieur se retrouve à l'intérieur ; une paire de pilastres divise la nef en deux travées ; ces pilastres sont en fait les vestiges d'une ancienne clôture séparant la nef d'un ancien narthex,. Le sol est recouvert de briques.
Des fragments de fresques remontant à 1629 ont été conservés dans la partie orientale de l'église. Bien qu'il soit difficile d'établir le programme iconographique de l'ensemble, on peut affirmer que, sur le plan stylistique, ces fresques se caractérisent par la sûreté de leur dessin, par des compositions équilibrées et une palette de couleurs réduite ; elles ont été exécutées par un peintre habile dont le nom est inconnu,. Un autre peintre, peut-être moins talentueux, a peint en même temps les fresques du mur de la façade occidentale,. Dans la zone de l'autel, se trouvent des peintures représentant une procession d'évêques, les Trois saints hiérarques, ou Trois saints Docteurs (Basile de Césarée, Grégoire de Nazianze et Jean Chrysostome), saint Dimitri, saint Nestor, saint Georges et d'autres. Dans la demi-calotte de l'abside se trouve le Christ dans une mandorle et, en dessous, une représentation de la Mère de Dieu avec une scène de l'Annonciation surmontée par une autre scène représentant la Communion des Apôtres. L'église abrite aussi des scènes de la Vie du Christ : Naissance, Baptême, Porteurs de myrrhe, Résurrection, Crucifixion, Entrée à Jérusalem, le Christ nourrissant les affamés, ainsi que la Présentation de la Mère de Dieu au Temple.
Des interventions ultérieures en 1838 et 1899 ont ajouté un porche, ouvert une porte au sud, élargi les fenêtres et déplacé la nouvelle iconostase vers l'est,. À l'occasion de ces travaux les fresques, en partie endommagées, ont été retouchées avec de la peinture à l'huile et enduites de vernis.
En 1957, des travaux de restauration ont permis de reconstruire le toit de l'église qui s'était effondré ; d'autres travaux ont été réalisés en 1970 et les fresques ont été restaurées à leur tour en 1970 et 1974,,. En 2003, l'enlèvement des couches ultérieures recouvrant les fresques a été entrepris,.